# Casa Italiana
La Casa Italiana est un bâtiment de l'Université Columbia situé au 1161 Amsterdam Avenue dans le quartier de Morningside Heights à Manhattan, à New York. Il abrite l'Académie italienne des études avancées en Amérique de l'université. 

## Histoire et description
La Casa Italiana a été construite en 1926-1927 et a été conçu par William M. Kendall de McKim, Mead & White dans le style Renaissance, sur le modèle d'un palais romain du XVe siècle. Le bâtiment a été restauré et la façade est achevée en 1996 par Buttrick White & Burtis avec Italo Rota comme architecte associé. 
La Casa Italiana est l'un des trois bâtiments du campus de Columbia désigné par la Commission de préservation des monuments de New York, ayant obtenu ce statut en 1978. Elle a également été ajoutée au registre national des lieux historiques en 1982. 